# Course automobile de Magny-Cours de GP2
La Course de Magny-Cours est une course de monoplaces, qui a généralement servit de support au Grand Prix automobile de France. De 1992 à 2004, l'épreuve comptait pour le championnat international de Formule 3000, puis pour le GP2 series de 2005 à 2008.

## Palmarès
| Année     | Vainqueur                | Écurie                         | Catégorie    | Résultats |
| --------- | ------------------------ | ------------------------------ | ------------ | --------- |
| 1992      | Jean-Marc Gounon         | DAMS                           | Formule 3000 | Résultats |
| 1993      | Franck Lagorce           | DAMS                           | Formule 3000 | Résultats |
| 1994      | Jean-Christophe Boullion | DAMS                           | Formule 3000 | Résultats |
| 1995      | Kenny Bräck              | Madgwick International         | Formule 3000 | Résultats |
| 1996      | Marc Goossens            | Team Astromega                 | Formule 3000 | Résultats |
| 1997-1998 | Non tenu                 | Non tenu                       | Non tenu     | Non tenu  |
| 1999      | Nick Heidfeld            | West Competition               | Formule 3000 | Résultats |
| 2000      | Nicolas Minassian        | D2 Playlife Super Nova         | Formule 3000 | Résultats |
| 2001      | Mark Webber              | Super Nova Racing              | Formule 3000 | Résultats |
| 2002      | Tomáš Enge               | Arden International            | Formule 3000 | Résultats |
| 2003      | Giorgio Pantano          | Durango                        | Formule 3000 | Résultats |
| 2004      | Vitantonio Liuzzi        | Arden International            | Formule 3000 | Résultats |
| 2005      | Heikki Kovalainen        | Arden International            | GP2 Series   | Résultats |
| 2005      | Nico Rosberg             | ART Grand Prix                 | GP2 Series   | Résultats |
| 2006      | Timo Glock               | iSport International           | GP2 Series   | Résultats |
| 2006      | Giorgio Pantano          | Petrol Ofisi FMS International | GP2 Series   | Résultats |
| 2007      | Giorgio Pantano          | Campos Grand Prix              | GP2 Series   | Résultats |
| 2007      | Javier Villa             | Racing Engineering             | GP2 Series   | Résultats |
| 2008      | Giorgio Pantano          | Racing Engineering             | GP2 Series   | Résultats |
| 2008      | Sébastien Buemi          | Trust Team Arden               | GP2 Series   | Résultats |